# If I Die Tomorrow
«If I Die Tomorrow» es una canción de la banda estadounidense de heavy metal Mötley Crüe lanzada el 2005 en su álbum recopilatorio Red, White & Crüe. La canción fue una de las nuevas canciones grabadas por Mötley Crüe para el álbum y el único sencillo en el número 4 en el Mainstream Rock charts.

## Versión
Originalmente escrita por la banda canadiense de pop punk, Simple Plan, "If I Die Tomorrow" se quedó fuera de su álbum de 2004 Still Not Getting Any... ya que la banda sentía que no encajaba con el resto del álbum. Después de terminar el trabajo con Simple Plan, el productor Bob Rock trajo la canción a Mötley Crüe, sabiendo que ellos estaban buscando para grabar nuevo material para incluir en su nuevo álbum recopilatorio. Después de escuchar la canción, el bajista de Mötley Crüe Nikki Sixx hizo varios cambios en la letra y la música antes de que la banda lo grabara.

## Video musical
Un video fue hecho para promocionar el sencillo, que incluía cada uno de los miembros de la banda, que incluye Sixx, el vocalista Vince Neil, el baterista Tommy Lee y el guitarrista Mick Mars de forma individual en una escena de pesadilla de su pasado. En la escena de Sixx muestra una sobredosis de heroína; Neil aparece matando a su amigo, Razzle de Hanoi Rocks, Mars en una cama de hospital, luchando contra la espondilitis anquilosante, y Lee, en la cárcel. También aparece la actriz April Scott.

## Personal
- Vince Neil - Voz
- Mick Mars - Guitarra
- Nikki Sixx - Bajo
- Tommy Lee - Batería
- DJ Ashba - Guitarra
- Josh Freese - Batería